# Massif du Coiron - partie Saint-Martin-sur-Lavezon
Massif du Coiron - partie Saint-Martin-sur-Lavezon este o arie protejată (sit de importanță comunitară — SCI) din Franța întinsă pe o suprafață de 332 ha, integral pe uscat.

## Localizare
Centrul sitului Massif du Coiron - partie Saint-Martin-sur-Lavezon este situat la coordonatele 44°37′31″N 4°38′13″E / 44.62528°N 4.63694°E.

## Înființare
Situl Massif du Coiron - partie Saint-Martin-sur-Lavezon a fost declarat arie specială de conservare în baza directivei 92/43 din 1992 referitoare la conservarea habitatelor naturale și a faunei și florei sălbatice pentru a proteja 3 specii de animale.

## Biodiversitate
Situată în ecoregiunea mediteraneană, aria protejată conține 7 habitate naturale: Păduri de Castanea sativa, Păduri pe pante, grohotișuri și ravene de Tilio-Acerion, Pajiști uscate seminaturale și facies de acoperire cu tufișuri pe substraturi calcaroase (Festuco-Brometalia) (* situri importante pentru orhidee), Roci stâncoase cu vegetație pionieră de Sedo-Scleranthion sau Sedo albi-Veronicion dillenii, Formațiuni stabile xerotermofile de Buxus sempervirens pe pante stâncoase (Berberidion p.p.), Grohotișuri silicioase de la nivelul montan până la nivelul zăpezii (Androsacetalia alpinae și Galeopsietalia ladani), Pante stâncoase silicioase cu vegetație casmofită.
La baza desemnării sitului se află mai multe specii protejate:
- mamifere (1): liliac cu urechi de șoarece (Myotis blythii)
- nevertebrate (2): croitorul mare al stejarului (Cerambyx cerdo), rădașcă (Lucanus cervus)

Pe lângă speciile protejate, pe teritoriul sitului au mai fost identificate 2 specii de păsări, 8 specii de mamifere, 6 specii de nevertebrate.